# Phitopis
Phitopis là một chi thực vật có hoa trong họ Thiến thảo (Rubiaceae).

## Loài
Chi Phitopis gồm các loài: